# Hvergelmir
Hvergelmir (norreno: sorgente bollente gorgogliante) è la sorgente, secondo la mitologia norrena, da cui sgorgano i fiumi Élivágar e funge anche da sorgente per una delle tre radici del frassino Yggdrasill ed è costantemente alimentato dalle gocce d'acqua che cadono dalle corna del cervo Eikþyrnir. Altri fiumi che nascono da questa fonte sono: Svǫl; Gunnðrá; Fiǫrm; Fimbulðul; Slíðr; Hríð; Sylgr; Ylgr; Víð; Leiptr e Gjöll il quale è il fiume che passa più vicino ai cancelli di Hel.

## Edda poetica
Hvergelmir riceve una sola menzione nella Edda poetica, nel poema Grímnismál:
er stendr á hǫllo Herjafǫðrs 

ok bítr af Læraðs limom; 

en af hans hornom drýpr í Hvergelmi, 

þaðan eigo vǫtn ǫll vega.»
che sta presso la sala di Odino,

e mangia le foglie dai rami del Lærad;

dalle sue corna cadono gocce nel Hvergelmir,

dove tutte le acque sorgono»
(Grímnismál - Stanza 26 )
Questa stanza è seguita da altre tre consistenti quasi solo dei nomi di 42 fiumi, alcuni dei quali portano alla dimora degli dèi (come Gömul e Geirvimul), mentre almeno due (Gjöll e Leipt), raggiungono l'Hel.

## Edda in prosa
Hvergelmir viene menzionata più volte nella Edda in prosa, scritta nel XIII°secolo da Snorri Sturluson. In Gylfaginning e Hár, Jafnhár e Þriði, viene spiegato che la sorgente Hvergelmir si trova nel regno nebbioso di Niflheim: "Sono passati diverse ere, prima che la Terra e Niflheim venissero create, in mezzo ad esse si trova una sorgente denominata Hvergelmir, da essa sgorgano diversi fiumi come lo Svol, Gunnthra, Fiorm, Fimbulthul, Slidr, Hrid e Gioll fiume molto vicino ai cancelli dell'Inferno.